# Факула Тексел
Факула Тексел (лат. Texel Facula) — сравнительно небольшое яркое пятно (область) на поверхности самого большого спутника Сатурна — Титана.

## География и геология
Координаты — 11°30′ ю. ш. 182°36′ з. д. / 11,5° ю. ш. 182,6° з. д.. Максимальный размер — 190 км. Факула Тексел находится внутри тёмной местности Шангри-Ла, к северу от неё — светлая местность Дильмун, а западней — Адири. По соседству с ней расположено множество других факул Титана: на юго-западе — факулы Антилия, северо-восточнее — факула Минданао, и другие. Факула Тексел скорее всего имеет тектоническое происхождение. Была обнаружена на снимках с космического аппарата «Кассини».

## Эпоним
Названа по имени голландского острова Тексел. Название утверждено Международным астрономическим союзом в 2006 году.